# Museo Judío de Hohenems

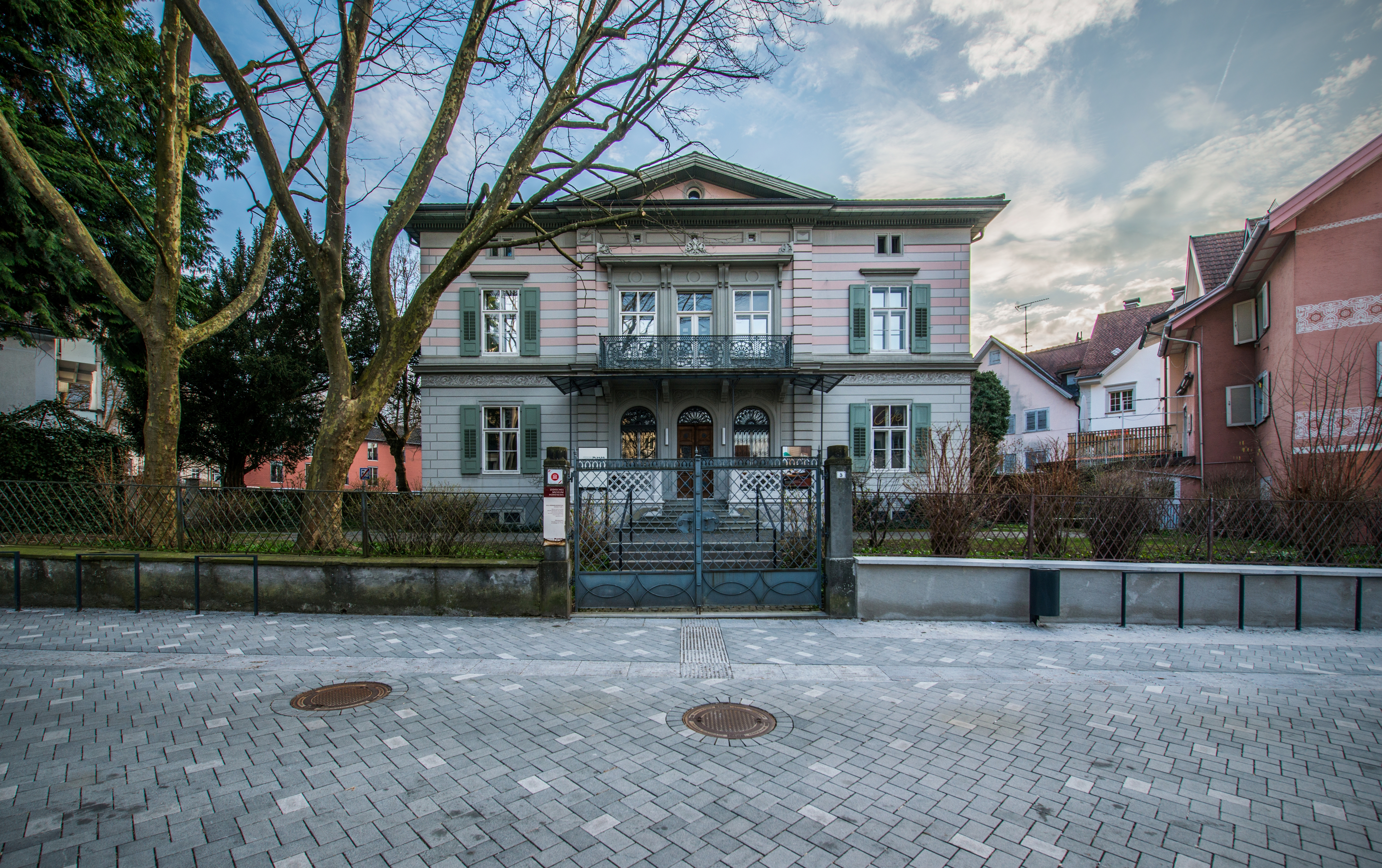
Museo judío en Hohenems

El Museo judío Hohenems es un museo de historia judía regional que se centra en la historia de la comunidad judía de Hohenems y sus alrededores. También se ocupa de la presencia judía en Europa, la Diáspora e Israel y con preguntas sobre el futuro de la sociedad de inmigración europea.
Como ya no hay una comunidad judía en Hohenems y no queda vida judía, la comunicación del museo debe ser en gran parte hecha por personas no judías.

## El museo
El Museo judío de Hohenems recuerda la comunidad judía de Hohenems y sus muchas contribuciones al desarrollo de la región de Vorarlberg y el área alpina. Se ocupa de la realidad actual del judaísmo en Europa, entre la diáspora y la migración. En este marco de tiempo se ubica el final de la comunidad judía de Hohenems, marcada por la historia regional del nacionalsocialismo, por el antisemitismo, la expulsión y la deportación. A lo largo de estas fracturas de la historia regional y mundial, el museo está dedicado al análisis de los destinos individuales y se ocupa de las relaciones con los descendientes de las familias judías de Hohenems en todo el mundo.
El museo ofrece un programa regular de exposiciones temporales y una amplia gama de iniciativas. Dentro de la Villa Heimann-Rosenthal, construida en 1864, se encuentra la exposición permanente que documenta los más de tres siglos de historia de la comunidad judía de Hohenems, hasta su destrucción en el período nazi.
Un sistema de audioguías y estaciones de video en alemán, inglés y francés presenta experiencias individuales en el contexto de una historia europea de migración, relaciones transnacionales y entrelazamiento. Los visitantes jóvenes, desde los 6 años, pueden visitar una exposición dedicada a ellos con historias de Monika Helfer y siluetas de Barbara Steinitz.
Para los grupos que lo soliciten, el museo también organiza visitas en italiano a exposiciones, al barrio judío de Hohenems y al cementerio judío.

### Cafetería del museo - Compañía de lectura desde 1813
La cafetería del museo representa tanto a un visitante como a un visitante regular, un lugar activo para reuniones y refrigerios frente a una taza de café, té y una copa de vino kosher o una pedacito de pastel de bodas (según una receta transmitida a través de una carta de amor de 1675 guardada en un museo). Los visitantes también encontrarán una gran variedad de periódicos y revistas en la cafetería.

### Barrio judío y cementerio judío - Ayer y hoy
Durante siglos ha habido dos calles que han caracterizado a la ciudad más joven del Valle del Rin Vorarlberg: el camino de los cristianos y el camino de los judíos. Hasta hoy, se conserva aquí uno de los patrimonios más completos de la vida judía en Europa.
La sinagoga, requisado durante el período nazi que se utiliza como una estación de bomberos desde 1954, ha sido parcialmente restaurado y ahora alberga una escuela de música y un salón para eventos culturales. El extraordinario patrimonio cultural está hecho por el único Mikve histórica (baño ritual) mantenida en Austria, la antigua escuela judía (en cuyo edificio hoy alberga el restaurante Moritz, en memoria de Moritz Federmann que dirigió la escuela por un largo período), la antigua casa de los pobres judía, desde la primera tienda de café en Vorarlberg, de las villas burguesas de los comerciantes de la corte (la Hoffaktoren), comerciantes e industriales, así como las sencillas casas de madera artesanos, sirvientes y vendedores ambulantes.
Los visitantes del museo judío también podrán saber más sobre el cementerio judío del siglo XVII ubicado en el sur de la ciudad. A través de bodas y migraciones, los judíos de Hohenems se establecieron en varios países de Europa y luego en todo el mundo. Pero su conexión con Hohenems nunca se ha roto por completo.
Hoy los judíos originales de Hohenems consideran el museo como un archivo y lugar depositario de sus memorias. Las reuniones con los descendientes se organizan regularmente y una base de datos genealógica ha permitido al museo establecer una red de contactos con las familias de los herederos hebreos de Hohenems en todo el mundo.